# 赵月英
赵月英（1942年—），女，山西武乡人，中国跳伞运动员，运动健将。三次荣获体育运动荣誉奖章。